# Teurgia
Teurgia  (gr. θεουργία, „boskie działanie”) – praktykowanie rytuałów niekiedy o magicznym charakterze, występujące w późnej starożytności i średniowieczu.
Słowo „teurgiczny” pojawia się dopiero w II wieku i wydaje się tworem autora lub autorów Wyroczni chaldejskich, używanym na oznaczenie wysiłków zdolnych oczyścić duszę i jej „pojazd” – ciało astralne – w celu umożliwienia jej kontemplacji bogów. Rytuały te składają się z ablucji, ofiar i inwokacji zawierających słowa rytualne. Teurgię od magii różni to, że ta pierwsza służy celom religijnym, spełniając wymogi rytuałów, co do których sądzi się, że mogą oddziaływać na bogów i wręcz „przymuszać” ich do działania, natomiast magia ma na celu wykorzystywanie formuł religijnych w celach z gruntu świeckich. 
Później pod pojęciem teurgii rozumiana była wiara w możność ożywiania posągów lub obrazów.
Teurgię uprawiał m.in. Proklos.